# Sigmund Hirsch
Sigmund Hirsch (2. Juni 1845 in Neukalen – 24. August 1908 in Frankfurt am Main) war ein deutscher Unternehmer.

## Leben
Sigmund Hirsch war einer von sechs Söhnen des Abraham Hirsch, Inhaber eines Manufakturwarenladens in Neukalen in der Mecklenburgischen Schweiz. Sigmund wurde Gerberlehrling im Malchin. Danach führten ihn die Wanderjahre über Thüringen, Sachsen und Böhmen nach Wien, Graz und Venedig. Von da kam er zurück nach München, Nürnberg, Schwäbisch Hall und Heidelberg. Dort arbeitete er bei Sigmund Oppenheimer, Besitzer eines Manufakturwarengeschäfts am Heidelberger Marktplatz, und lernte die Tochter Sophie (gest. 19. Januar 1909) seines Arbeitgebers kennen, die er am 2. Juli 1868 heiratete. Aus dieser Ehe entstammen die Kinder: Rosa verh. Rothschild, Max (1871–1950), Julius (geb. 1874) und Ida verh. Rothschild (geb. 1876). 

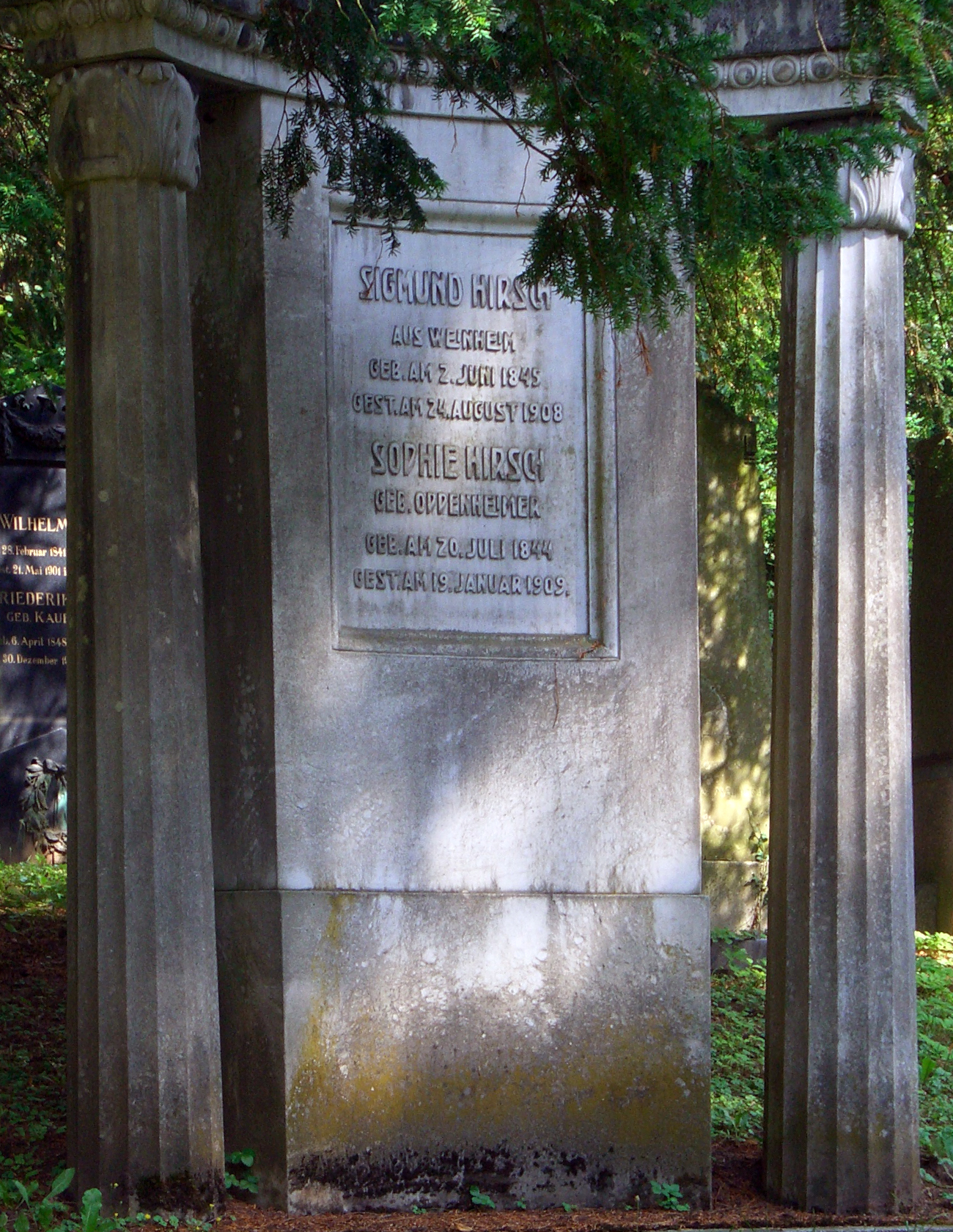
Grabmal für Sigmund und Sophie Hirsch auf dem jüdischen Teil des Bergfriedhofs in Heidelberg

Sigmund Hirsch pachtete 1868 die Gerberei von Albrecht und Fritz Kraft am Diebsloch in Weinheim und kaufte sie 1869 zusammen mit seinem Schwager Louis Mayer. Das Unternehmen wurde zum bedeutendsten Rosslederwerk Deutschlands mit bis zu 400 Beschäftigten. Max Hirsch war ein Pionier der Rossledergerberei in Süddeutschland, denn dieser Zweig war vor allem im pferdereichen norddeutschen Küstengebiet beheimatet. Als am 22. Februar 1908 das 40-jährige Bestehen der Lederwerke Hirsch (auf den Kapellenäckern) gefeiert wurde, war das Unternehmen nach Carl Freudenberg der größte Arbeitgeber in Weinheim. Die Familie wohnte in der Villa Hirsch an der Heidelberger Straße.
Das Bezirksamt Weinheim ernannte nach der Einführung der obligatorischen Krankenversicherung im Jahr 1890  Sigmund Hirsch zum Vorsitzenden der neu gegründeten Ortskrankenkasse Weinheim.
1905/06 konnte der Bau der Synagoge in Weinheim durch eine großzügige Spende von Sigmund Hirsch finanziert werden. Er war lange Zeit Vorsteher der Jüdischen Gemeinde Weinheim. 
Sigmund Hirsch wurde auf dem jüdischen Friedhof in Heidelberg bestattet.